# Лу Марен
Езерото Лу Марѐн (на френски: Lacs des Loups Marins) е 11-о по големина езеро в провинция Квебек. Площта му, заедно с островите в него, е 576 km2, което му отрежда 76-о място сред езерата на Канада. Площта само на водното огледало без островите е 499 km2. Надморската височина на повърхността е 262 m.
Езерото се намира в северната част на провинцията, на 150 km източно от бреговете на Хъдсъновия залив и на около 20 km североизточно от езерото Клируотър. Езерото Лу Марен има дължина около 84 km, а максималната му ширина е 12 km, със силно разчленена брегова линия с множество ръкави, заливи и острови (площ 77 km2). Водосборната му площ е 8390 km2. От югозападната част на езерото изтича река Настапока, която се влива в Хъдсъновия залив.